# Ла-Лутьер-Тенар
Ла-Лутье́р-Тена́р (фр. La Louptière-Thénard) — коммуна во Франции, находится в регионе Шампань — Арденны. Департамент — Об. Входит в состав кантона Ножан-сюр-Сен. Округ коммуны — Ножан-сюр-Сен.
Код INSEE коммуны — 10208.
Коммуна расположена приблизительно в 100 км к юго-востоку от Парижа, в 95 км юго-западнее Шалон-ан-Шампани, в 50 км к западу от Труа.

## Население
Население коммуны на 2008 год составляло 261 человек.
| 1962 | 1968 | 1975 | 1982 | 1990 | 1999 | 2008 |
| ---- | ---- | ---- | ---- | ---- | ---- | ---- |
| 200  | 205  | 184  | 161  | 167  | 216  | 261  |

## Экономика
В 2007 году среди 142 человек в трудоспособном возрасте (15—64 лет) 102 были экономически активными, 40 — неактивными (показатель активности — 71,8 %, в 1999 году было 74,2 %). Из 102 активных работали 94 человека (53 мужчины и 41 женщина), безработных было 8 (3 мужчины и 5 женщин). Среди 40 неактивных 15 человек были учениками или студентами, 16 — пенсионерами, 9 были неактивными по другим причинам.

## Достопримечательности
- Церковь Сен-Жан (XVI век). Памятник истории с 1948 года[3]
- Часовня Нотр-Дам (XVIII век)
- Дом, в котором родился Луи Жак Тенар

## Фотогалерея

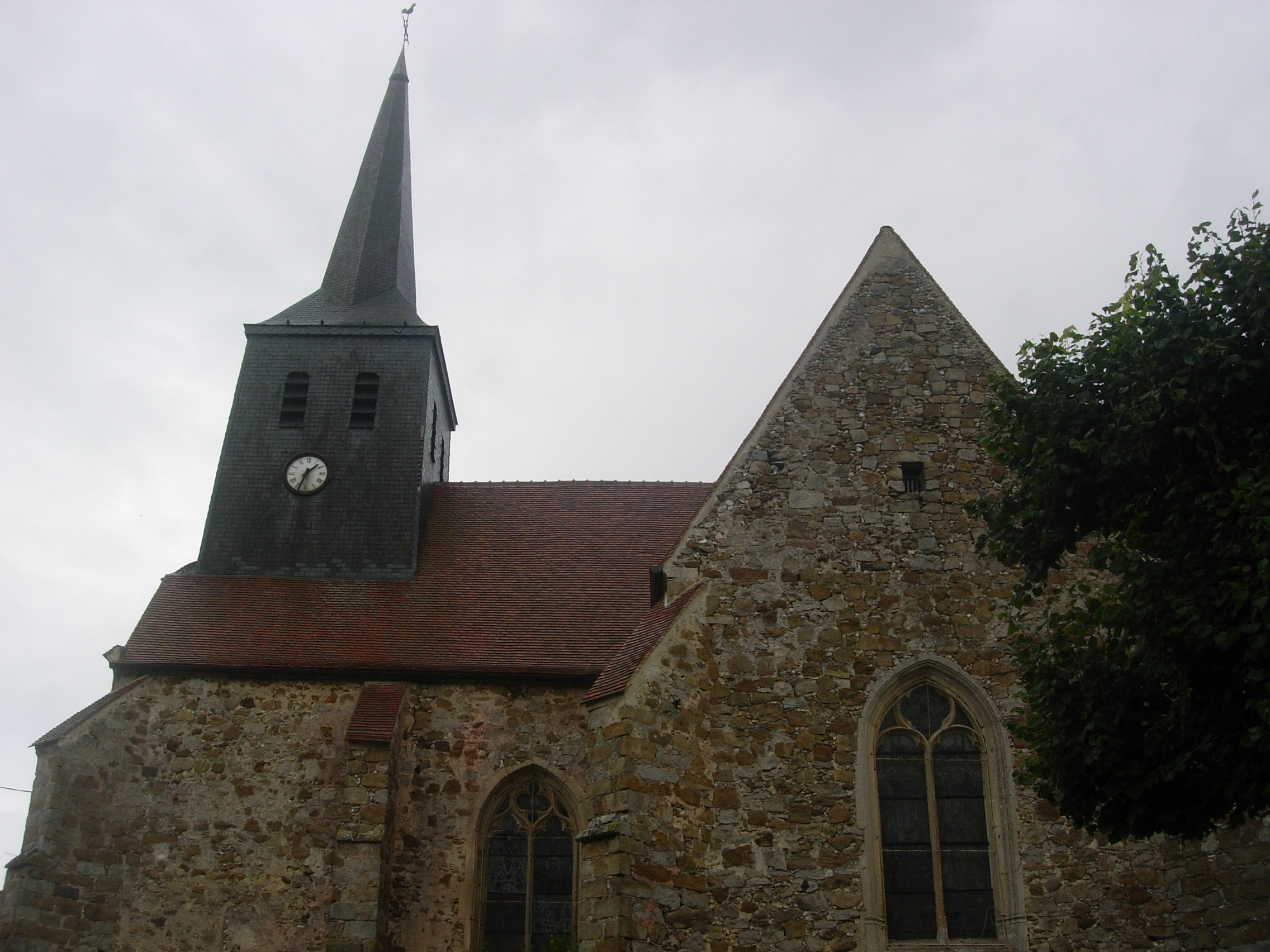
Церковь Сен-Жан
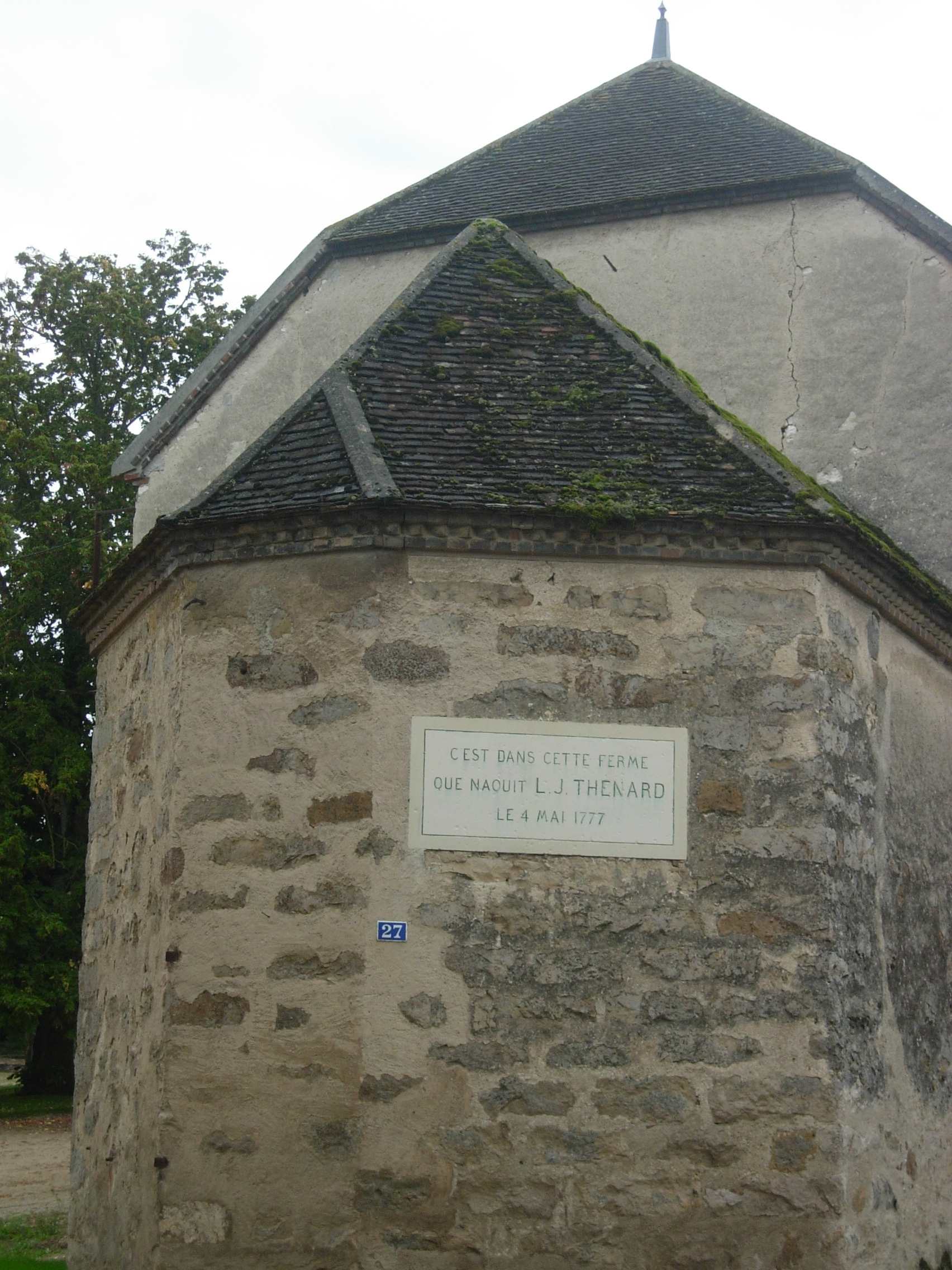
Дом, в котором родился Луи Жак Тенар
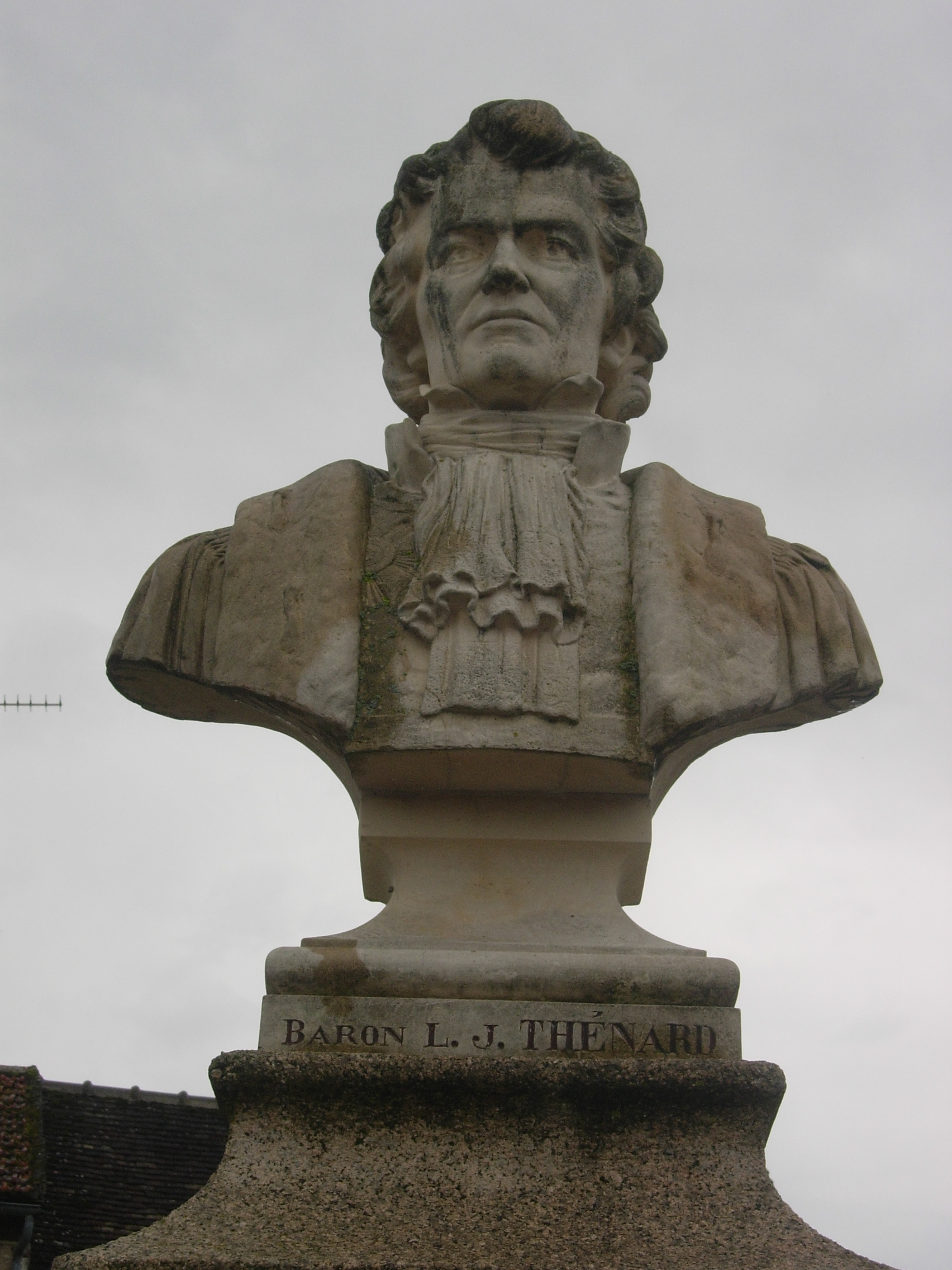
Бюст Луи Жака Тенара
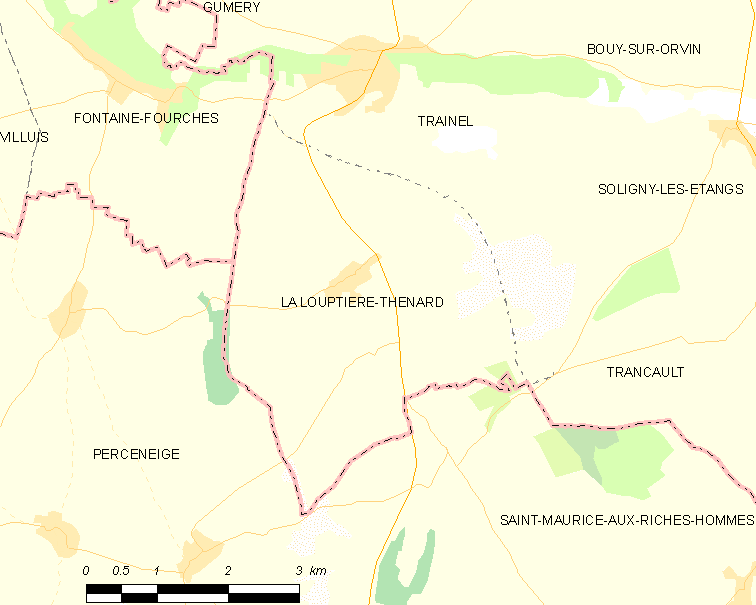
Карта коммуны